# Бейтс, Орландо
Орландо Бейтс (англ. Orlando Bates, род. 11 января 1950) — барбадосский шоссейный велогонщик. Участник летних Олимпийских игр 1972 года.

## Карьера
В 1972 году был включён в состав сборной Барбадоса для участия на летних Олимпийских играх в Мюнхене. На них выступил в групповой шоссейной гонке протяжённостью 200 км, но не смог её завершить, как и ещё 85 из 163 участников.